# Gasang
Gasang is een bestuurslaag in het regentschap Pacitan van de provincie Oost-Java, Indonesië. Gasang telt 2425 inwoners (volkstelling 2010).